# Mulazzo
Mulazzo ist eine italienische Gemeinde mit 2293 Einwohnern (Stand 31. Dezember 2023) in der Provinz Massa-Carrara in der Toskana.

## Geographie

Lage von Mulazzo in der Provinz Massa-Carrara

Mulazzo liegt in der Landschaft der Lunigiana ca. 130 km nordwestlich der Regionalhauptstadt Florenz, ca. 40 km nordwestlich von Massa und ca. 35 km nordwestlich von Carrara. Bei Mulazzo mündet der Torrente Mangiola in den Fluss Magra. Letzterer verläuft auf einer Länge von etwa 10 km durch das Gemeindegebiet von Mulazzo. Die Gemeinde liegt in der klimatischen Einordnung italienischer Gemeinden in der Zone E, 2 365 GG.
Zur Gemeinde Mulazzo gehören die Fraktionen Arpiola, Busatica, Campoli, Canossa, Casa di Loia, Castagnetoli, Castevoli, Gavedo, Groppoli, La Pieve, Lusuolo, Montereggio, Parana, Pozzo, Talavorno und Terceretoli.
Die Nachbargemeinden sind Calice al Cornoviglio (SP), Filattiera, Pontremoli, Rocchetta di Vara (SP), Tresana, Villafranca in Lunigiana und Zeri.

## Sehenswürdigkeiten

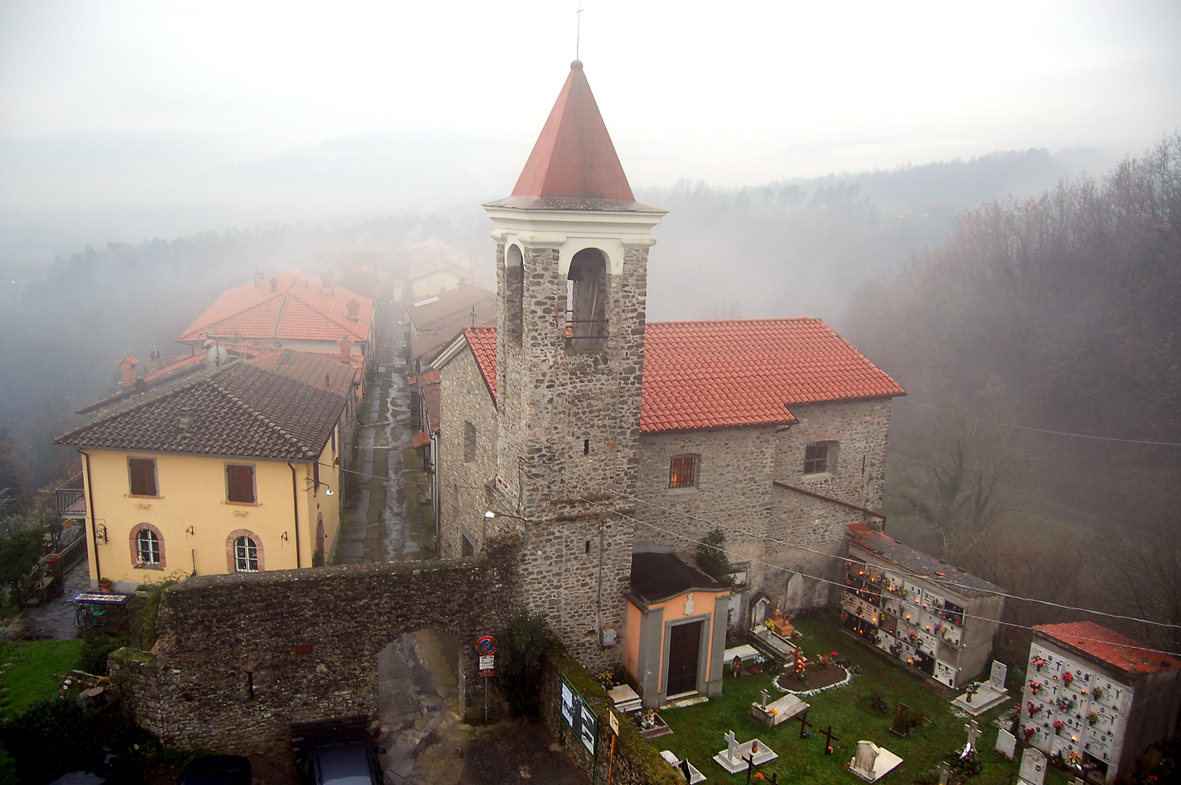
Borgo Lusuolo

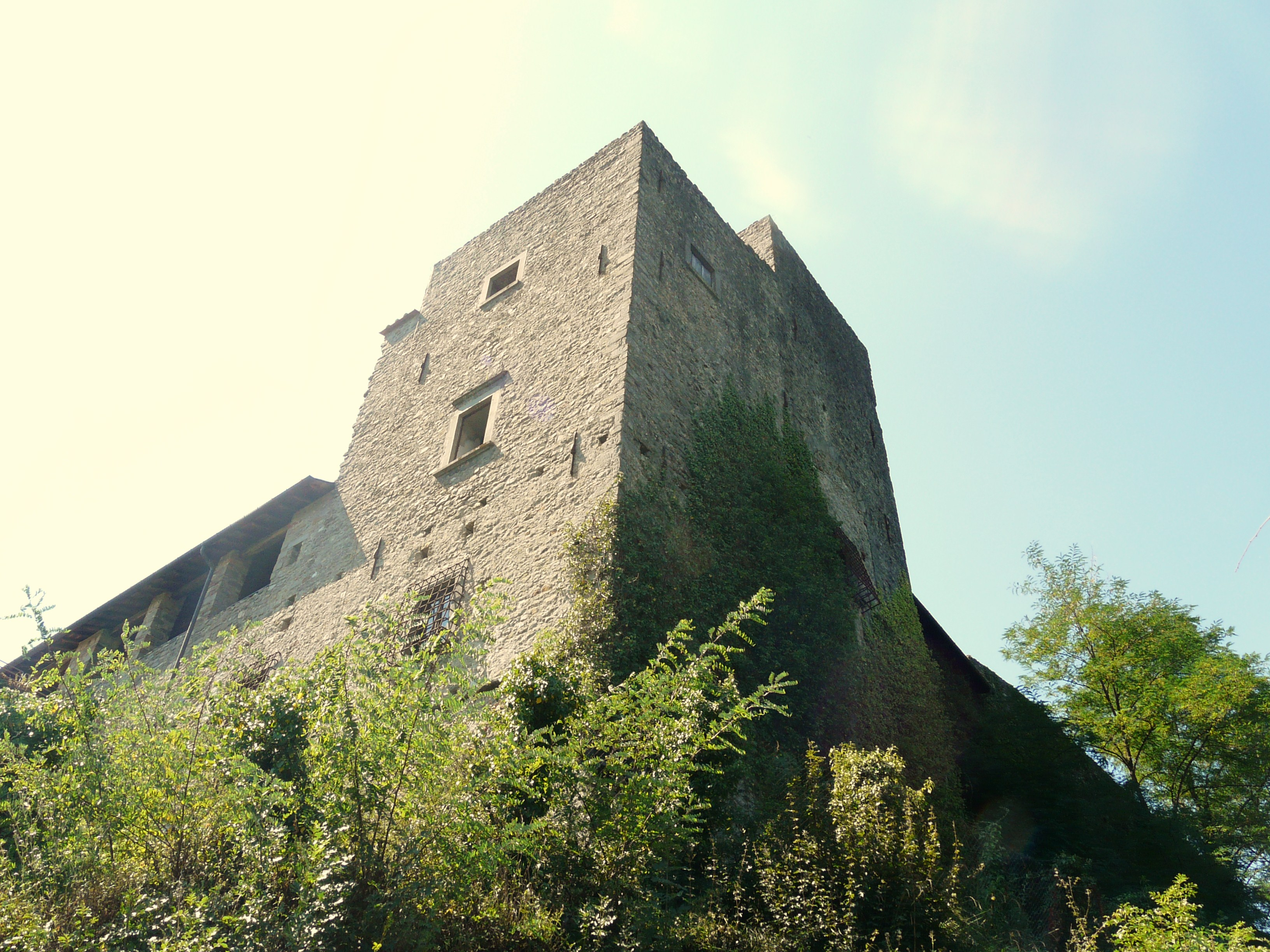
Castello di Lusuolo, einst Sitz der Malaspina

- In der Gemeinde gibt es ein altes Malaspina-Schloss und einen alten byzantinischen Turm.
- Chiesa di San Martino, Kirche aus dem 13. Jahrhundert
- Santuario della Madonna del Monte, Sanktuarium
- Chiesa di Sant’Apollinare, Kirche im Ortsteil Montereggio
- Castello di Lusuolo, Burg im Ortsteil Lusuolo

## Söhne und Töchter der Gemeinde
- Alessandro Malaspina di Mulazzo (1754–1810), Adliger und Seefahrer
- Nello Lauredi (1924–2001), französischer Radrennfahrer